# Grote of Jacobijnerkerk

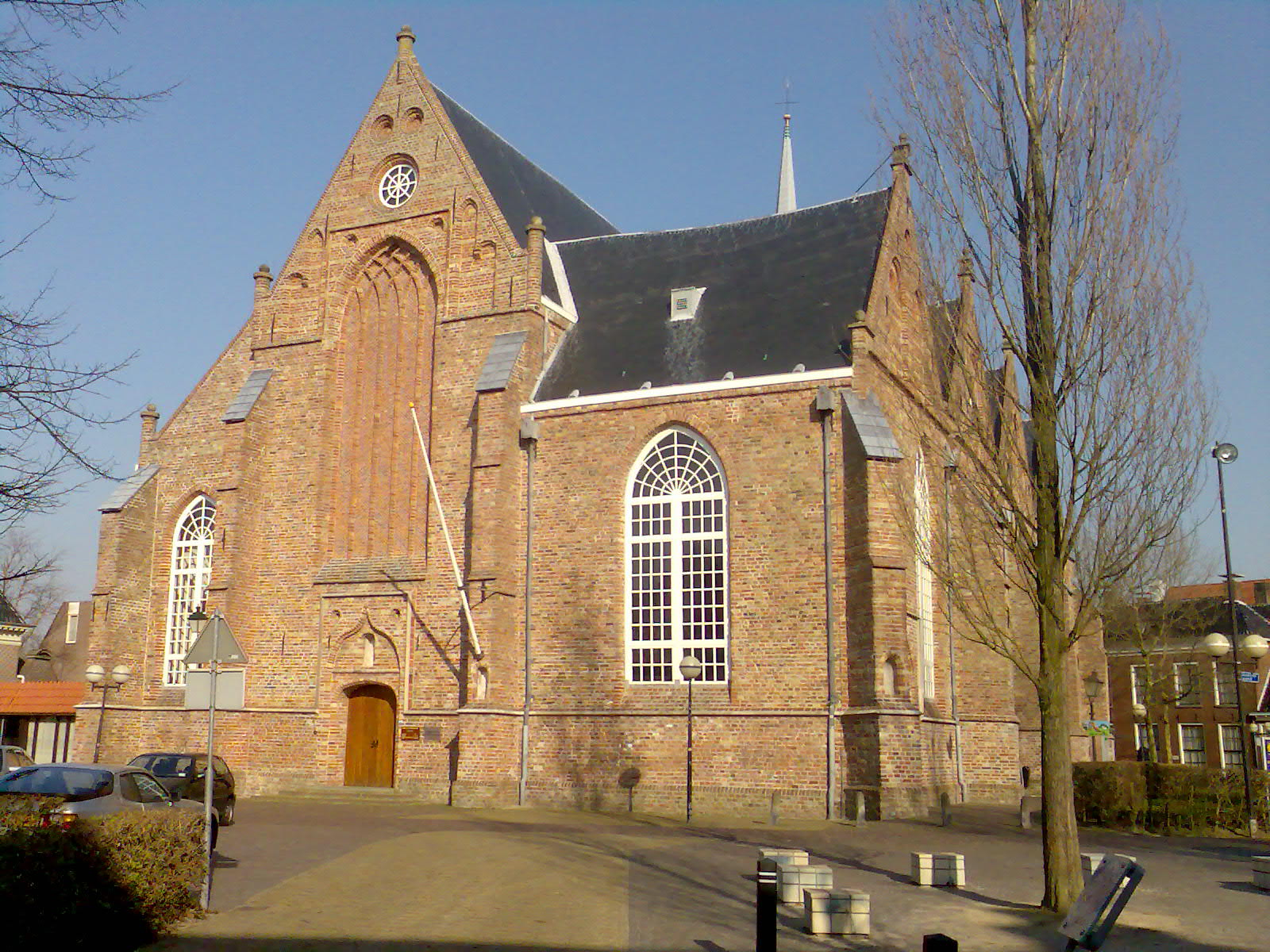
Grote of Jakobijnerkerk in Leeuwarden

Die Grote of Jacobijnerkerk (deutsch Große oder Jakobinerkirche) ist das älteste Gebäude in der niederländischen Stadt Leeuwarden. Die ehemalige Klosterkirche ist das Zentrum der protestantischen Stadtteilgemeinde De Jacobijner und Grabkirche der friesischen Statthalter, der Vorfahren des niederländischen Königshauses.

## Klosterkirche
1245 stifteten Dominikaner, auch Jakobiner genannt, in Leeuwarden ein Kloster. Um 1275 wurde mit dem Bau einer zweischiffigen Kirche begonnen, der 1310 abgeschlossen war. Von dieser Kirche sind der Chor, der nördliche Querarm und Teile im Hauptschiff erhalten geblieben.
Während des großen Stadtbrandes 1392 wurde das Kirchendach zerstört, innerhalb von etwa zwei Jahren aber wieder rekonstruiert. Ende des 15. Jahrhunderts wurden Seitenschiffe und Spitzgiebel aus gelben und roten Backsteinen angebaut. Zwischen 1504 und 1515 entstand eine kleine Kapelle in der Ecke zwischen Chor und südlichem Querarm, und bis 1521 wurde die Kirche zusätzlich nach Westen verlängert. 
Nach seiner Fertigstellung wurde das Gebäude nur noch kurze Zeit als Klosterkirche verwendet. Die Dominikaner ließen 1575 noch Wandmalereien anfertigen, doch im Zuge des niederländischen Aufstandes gegen den spanischen König verlor der katholische Orden seine Güter. 

## Umwidmung
Die Grote Kerk wurde ab 1578 noch zwei Jahre gemeinsam von Dominikanern und Protestanten genutzt, danach durften in Friesland keine katholischen Gottesdienste mehr abgehalten werden. Die Fresken und Bilder auf dem hölzernen Tonnengewölbe wurden übermalt.
Die Grote Kerk wurde die Hauptkirche der Nederduitse Gereformeerde Gemeente (später   Nederlands Hervormde Gemeente) von Leeuwarden und der Provinz Friesland.
Die Kanzel entstand in der zweiten  Hälfte des 17. Jahrhunderts, wie auch der separate Eingang für die Familie des Statthalters (Oranjepoortje) und deren erhöhtes Gestühl vorm Chor. Der Orgelbauer Christian Müller installierte hier zwischen 1724 und 1727 eine Barockorgel mit 38 Registern.
Größere Restaurierungen der Kirche fanden 1842 bis 1843, 1971 bis 1976 und zwischen 2001 und 2003 statt. Die heute hier ansässige protestantische Gemeinde De Jacobijner entstand 2018 durch Fusion der Leeuwarder Stadtviertelgemeinden Rondom de Grote Kerk, Adelaar-Regenboog und Fenix/Goede Herder.

## Grabstätte der friesischen Nassauer

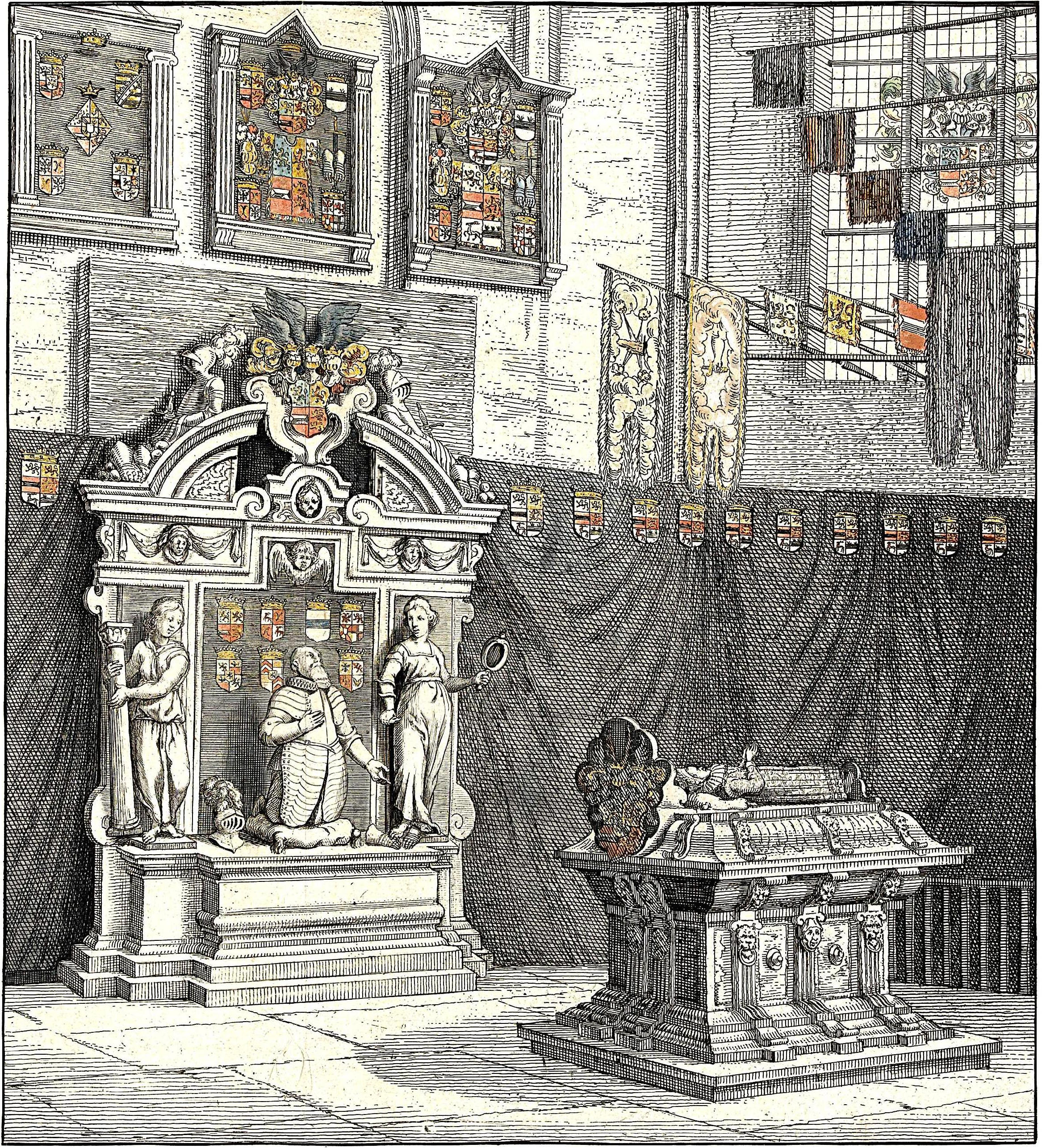
Grabmonument Wilhelm Ludwigs von 1634

Wilhelm Ludwig, Statthalter von Friesland, ließ unter dem Chor der Kirche einen Grabkeller für seine Ehefrau Anna von Oranien-Nassau einrichten, die schon knapp sieben Monate nach der Hochzeit starb. Der Bildhauer Johan Schoorman aus Gent wurde beauftragt, das Grabmal über dem Grabkeller zu gestalten. Der Sockel bestand aus schwarzem Marmor, darauf Anna dargestellt als Gisant in weißem Alabaster. Wilhelm Ludwig wurde 1620 neben seiner Frau bestattet. Ihm zu Ehren wurde nach einem Entwurf von Pieter Hendrickszoon de Keyzer, dem Sohn Hendrick de Keysers, ein Monument an der Nordmauer des Chores erstellt.
1640 beschloss der Magistrat Leeuwardens, den Grabkeller zu erweitern, da nach der Beisetzung von vier weiteren Angehörigen kein Platz mehr vorhanden war. Der neuere Teil wurde einen halben Meter höher angelegt. Auch hier wurden sechs Mitglieder der Nassauer bestattet.

Knapp 60 Jahre später konnte der nächste Erweiterungsbau nicht genutzt werden, da der Keller ständig voll Wasser lief. Als geeignet erschien die ehemalige Sakristei, die die Totengräber als Abstellraum nutzten. Nachdem der Umbau Anfang 1697 abgeschlossen war, konnte – ein Jahr nach seinem Tod – endlich  Heinrich Casimir II. beigesetzt werden, der bis dahin im Statthalterlichen Palais aufgebahrt lag.
Ihm folgte 1712 der jung gestorbene Statthalter Johann Wilhelm Friso, 1746 Anna Maria, die nur einen Monat alte Tochter  Wilhelms IV. und zuletzt Marie Luise von Hessen-Kassel 1765. Sie war das letzte Mitglied des friesischen Zweigs der Oranier, das in Leeuwarden Hof hielt. 

### Verwüstung und Restaurierung

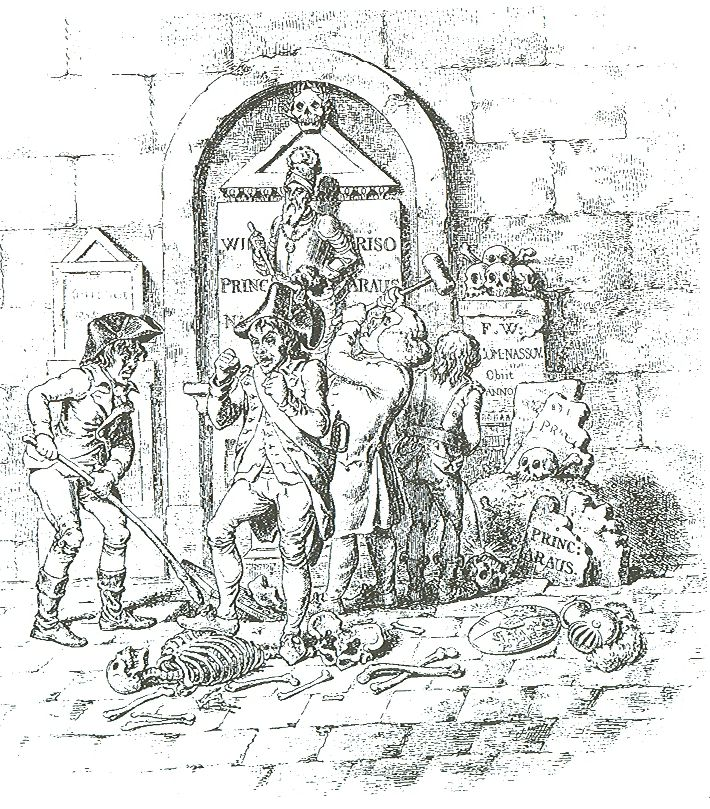
Schändung der Grabstätte 1795

Dreißig Jahre später veranlasste die französische Revolutionsgarde die Räumung der Kirche, was aber außer Kontrolle geriet. Eine aufgebrachte Menge ließ ihren Zorn an der Grabstätte der Adelsfamilie aus und verwüstete nicht nur die Monumente komplett, sondern zerstörte auch fast alle Särge. Erst 1842 wurden die Grabkammern, die mittlerweile unter Wasser standen, gesäubert und gestrichen. Zwei große fürstliche Särge wurden angefertigt; in den einen kamen dreizehn menschliche Schädel zusammen mit den anderen aufgefundenen Knochen, in den anderen wurden die noch vollständig erhaltenen Gebeine von Marie Luise gelegt, deren Sarg unangetastet geblieben war. Den Zugang zum Grabkeller verschloss eine hölzerne Luke.
Anlässlich des fünfzigjährigen Regierungsjubiläums Königin Wilhelminas wurde 1948 der Chor restauriert und ein neues Grabmal für Anna von Oranien angefertigt. Die Tumba aus Eichenholz ist der Form des zerstörten Grabmals nachempfunden und verschließt jetzt anstelle der vorherigen Luke den Eingang zum Grabkeller. Das Monument Wilhelm Ludwigs wurde entsprechend einer noch vorhandenen Entwurfsskizze als Wandmalerei nachgebildet. Im Halbrund des Chores wurden neue Wappenschilder angebracht. Große, farbige Bleiglasfenster zeigen zudem Szenen aus der Geschichte der friesischen Statthalter.